# Rożki (stacja kolejowa)
Rożki  – stacja kolejowa w Rożkach w woj. mazowieckim. Obecnie zatrzymują się na niej wyłącznie pociągi osobowe Kolei Mazowieckich relacji Skarżysko-Kamienna – Radom.

## Ruch pasażerski[1]
| Rok  | Wymiana pasażerska na dobę |
| ---- | -------------------------- |
| 2017 | 20-49                      |
| 2018 | 20-49                      |
| 2019 | 50-99                      |
| 2020 | 20-49                      |
| 2021 | 20-49                      |
| 2022 | 50-99                      |
| 2023 | 50-99                      |